# جلال طوفان
جلال طوفان در سال ۱۲۹۸ در خانواده فرهنگی در شهر جهرم به دنیا آمد. کلاسهای اول و دوم ابتدایی خود را در فسا و جهرم گذراند و بقیه دوران تحصیل خود را تا پایان متوسطه در شیراز طی کرد. با افتتاح اولین دوره دانشسرای مقدماتی در شیراز برای ادامه تحصیل به آنجا رفت و پس از فارغ‌التحصیل شدن با آنکه در امتحانات نهایی رتبه دوم شده بود و می‌توانست به دانشگاه برود به علت مشکلات خانوادگی از ادامه تحصیل منصرف شد. در سال ۱۳۱۵ به عنوان اولین آموزگار دیپلم به اداره فرهنگ جهرم آمد و به شغل مقدس معلمی پرداخت و خدمات ارزنده‌ای از خود ارائه کرد. چند سال بعد در کنکور دانشگاه تهران شرکت کرد و در رشته حقوق به تحصیل پرداخت.
ولی یکسال بعد بنا به دلایلی مجدداً در کنکور دانشگاه شرکت نمود و در رشته زبان فرانسه قبول گردید و به ادامه تحصیل پرداخت. پس از گرفتن لیسانس در این رشته به جهرم آمد و به سمت مدیریت دانشسرای مقدماتی جهرم و همچنین رئیس دبیرستان خواجه نصیر منصوب گردید و در این سال‌ها خدمات شایانی انجام داد. در سال ۱۳۳۱ اقدام به انتشار روزنامه طوفان جنوب کرد که بعد از کودتای ۲۸ مرداد ۱۳۳۲ این روزنامه تعطیل شد و خانه طوفان و دفتر روزنامه مورد غارت قرار گرفت و آنجا را آتش زدند و نامبرده را به مدت دو سال به کرمان تبعید کردند؛ و حتی در دادگاه نظامی بر اساس ادعا نامه دادستان تقاضای حکم اعدام برای او شد که خوشبختانه در دادگاه تبرئه گردید. به دنبال همین مسائل وی به همراه تعداد زیادی از معلمان آموزش و پرورش به وزارت کار منتقل گردیدند. پس از انتقال به اداره کار شیراز مدتی سرپرستی و مجری برنامه کارگران در رادیو شیراز بود و مدتی نیز سرپرست درمانگاه کرگران شیراز کردید. پس از مدتی از طرف وزارت آموزش و پرورش مجدداً به کار دعوت گردید و در همین سال‌ها طبق دستورسازمان امنیت از شیراز به یزد منتقل گردید و سرانجام پس از ۲۲ سال خدمت صادقانه فرهنگی تقاضای بازنشستگی کرد. جلال طوفان گذشته از این که معلم و مدیری نمونه بود در این راه خدمات زیادی ارائه کرد. همواره به پژوهش و تحقیق به ویژه در مورد وطن خود می‌پرداخت؛ و در راه شناساندن شهرستان جهرم تلاش نمود. در این راه او چندین کتاب و مقاله نوشته یا ترجمه کرده‌است. او در روز چهارشنبه در ۲۸ دی ماه ۱۳۸۴ مقارن با عید غدیر خم فوت کرد.

## آثار مکتوب
- شهرستان جهرم
- تاریخ اجتماعی جهرم در قرون گذشته
- خاطرات و تاریخچه فرهنگ جهرم
- چهار جلد داستان فکاهی ملل برای کودکان (ترجمه)
- زبان و نشانه‌ها (ترجمه)
- کشت مرکبات (ترجمه)
- زیباترین افسانه‌های دنیا (ترجمه)
- اسپریتیسم یا مکالمه با ارواح (ترجمه)
- بازگشتگان آن دنیا
- کودتای ۲۸ مرداد و خانه به دوشی‌های من